# Chitrowo-Evangeliar

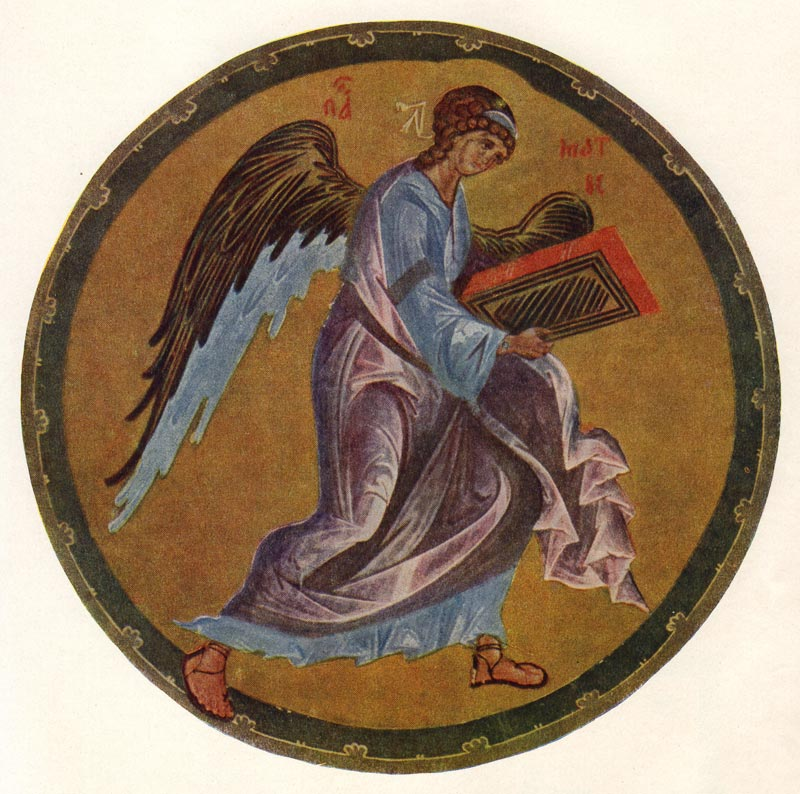
Geflügelter Mensch

Das Chitrowo-Evangeliar ist eine illustrierte Handschrift aus dem späten 14. Jahrhundert aus Russland. Seit 1997 gehört sie zum Weltdokumentenerbe der UNESCO.

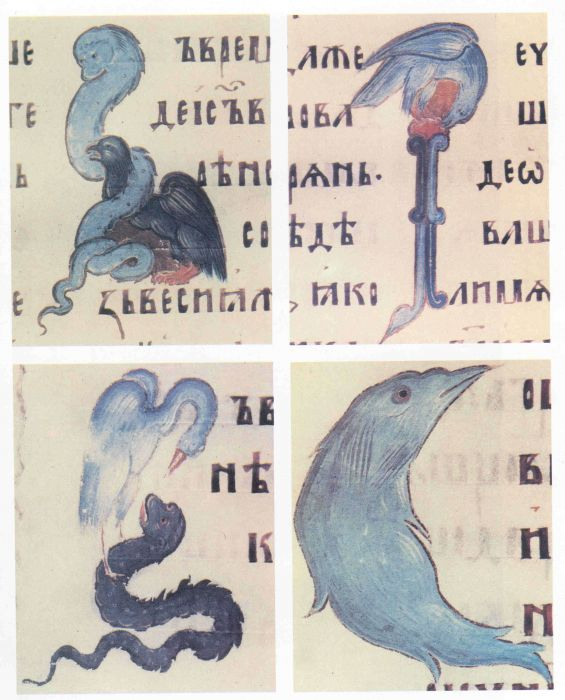
Initialen

Die Handschrift besteht aus 300 Pergamentblättern im Format 24,8 cm × 32,2 cm. Sie enthält die Texte der vier Evangelien des Neuen Testaments. Es sind acht Miniaturen erhalten, die die vier Evangelisten und ihre Symbole abbilden. Die Darstellung des geflügelten Menschen als Symbol von Matthäus wurde möglicherweise von Andrej Rubljow gestaltet, weitere zwei Miniaturen möglicherweise von Theophanes dem Griechen.
Einige Initialen sind kunstvoll verziert und mit zoomorphen Mustern versehen.
Die Darstellungen entstanden wahrscheinlich zwischen 1390 und 1400, aus dieser Zeit sind ähnliche Abbildungen bekannt. Der Entstehungsort könnte das Dreifaltigkeitskloster bei Moskau gewesen sein. 1677 bekam der Bojar Bogdan Chitrowo die Handschrift von Zar Fjodor III. geschenkt. Er gab sie an das Dreifaltigkeitskloster weiter. Seit 1920 befindet sie sich im Bestand der Russischen Staatsbibliothek in Moskau.